# Републикански път II-15
Републикански път II-15 е второкласен път, част от републиканската пътна мрежа на България, преминаващ изцяло по територията на област Враца. Дължината му е 78,2 км.
Пътят започва от 144,4-ти км на Републикански път I-1 в центъра на град Враца и се насочва на север. Заобикаля от запад рида Веслец и от изток рида Милин камък и навлиза в Западната Дунавска равнина. Преминава последователно през селата Мраморен, Баница, Борован, Алтимир, Липница, Крушовица и Войводово, пресича река Скът и достига до град Мизия. От там покрай най-долното течение на река Огоста и десния бряг на Дунав достига от запад до град Оряхово, където се свързва с Републикански път II-11 на неговия 120,4 km.
При 54,4 km, в село Крушовица наляво се отделя Републикански път III-1503 (6,3 km) през село Софрониево до село Бутан;
| Пътища, отклоняващи се надясно (населено място, № на пътя, посока на пътя)                    | Км   | Пътища, отклоняващи се наляво (посока на пътя, № на пътя, населено място)               |
| --------------------------------------------------------------------------------------------- | ---- | --------------------------------------------------------------------------------------- |
| Община Враца, I-1, 144,4 km, гр. Враца ←                                                      | 0,0  | ← гр. Враца, 144,4 km, I-1, Община Враца                                                |
| околовръстен път на гр. Враца ←                                                               | 3,6  |                                                                                         |
|                                                                                               | 7    | → общински път (за с. Чирен)                                                            |
| (от 84,3 km на II-13) III-1306, 65,0 km →                                                     | 8,6  |                                                                                         |
| (за с. Голямо Пещене) общински път с. Мраморен ←                                              | 14,3 | с. Мраморен                                                                             |
|                                                                                               | 15,3 | → общински път (за с. Чирен)                                                            |
| (за с. Мало Пещене) общински път с. Баница ←                                                  | 19,9 | с. Баница                                                                               |
| (за с. Оходен) общински път ←                                                                 | 22,6 |                                                                                         |
| (за с. Оходен) общински път ←                                                                 | 23,4 |                                                                                         |
| Община Борован                                                                                | 25,6 | Община Борован                                                                          |
| (за гр. Долни Дъбник) II-13, 43,1 km, с. Борован ← (за с. Нивянин) общински път, с. Борован ← | 31,2 | ← с. Борован, 43,1 km II-13 (от с. Крапчене) → с. Борован, общински път (за с. Малорад) |
|                                                                                               | 38,8 | → общински път (за с. Добролево)                                                        |
| Община Бяла Слатина                                                                           | 40,8 | Община Бяла Слатина                                                                     |
| (от гр. Бяла Слатина) 13,9 km III-133, с. Алтимир →                                           | 43,6 | → с. Алтимир, 13,9 km III-133 (за гр. Лом) → с. Алтимир, общински път (за с. Сираково)  |
| Община Мизия                                                                                  | 47   | Община Мизия                                                                            |
| (за с. Галиче) общински път ←                                                                 | 40,2 |                                                                                         |
| с. Липница                                                                                    | 50   | → Липница общински път (за с. Ботево)                                                   |
| с. Крушовица                                                                                  | 54,4 | → Крушовица 0,0 km, III-1503 (за с. Бутан)                                              |
| с. Войводово                                                                                  | 58   | с. Войводово                                                                            |
| II-11, 106,7 km, гр. Мизия ←                                                                  | 63,1 | гр. Мизия                                                                               |
| гр. Мизия ←                                                                                   | 64,3 | ← гр. Мизия, 105,5 km, II-11                                                            |
| с. Сараево                                                                                    | 67,4 | с. Сараево                                                                              |
| Община Оряхово                                                                                | 69,3 | Община Оряхово                                                                          |
| II-11, 120,4 km, гр. Оряхово →                                                                | 78,2 | → гр. Оряхово, 120,4 km, II-11                                                          |

Забележка
1. ↑  На протежение от 1,2 km (от км 63,1 до км 64,3) път ІІ-15 се дублира с път II-11 (от км 106,7 до км 105,5)